# Julian F. Walker
Julian Fortay Walker (en árabe: جوليان فورت ووكر‎, romanizado: Jūlīan Fūrti Wukar); Londres, 7 de mayo de 1929-Londres, 7 de julio de 2018), también conocido por sus iniciales J. F. Walker, fue un diplomático, arabista, escritor, cartógrafo y militar británico, que desempeñó un papel destacado en los trabajos realizados entre 1953 y 1971 por el gobierno británico, para la definición de los límites territoriales interiores y las fronteras exteriores, en los entonces denominados Estados de la Tregua. 

## Biografía
Julian Fortay Walker nació en Londres, Reino Unido, el 7 de mayo de 1929; fue hijo del urólogo y filósofo británico Kenneth Macfarlane Walker y de Eileen Marjorie Wilson.
Se unió a las Fuerzas armadas británicas en agosto de 1947 y sirvió hasta septiembre de 1949.
Cursó estudios en la Escuela de Estudios Orientales y Africanos, perteneciente a la Universidad de Londres. 
El 8 de septiembre de 1952, ingresó en el servicio exterior británico.
Falleció también en Londres, el 7 de julio de 2018, a la edad de 89 años.

### Carrera diplomática
En su carrera diplomática, que abarcó casi 40 años, ocupó diversos cargos en lugares como Dubái, Yemen, Catar, Baréin, Omán, Irak, Marruecos, Berlín Occidental, Irlanda del Norte, Líbano y Noruega.
En 1953, tras una corta estancia en el Centro de Estudios Árabes de Oriente Medio, en Shemlan, Líbano,obtuvo su primer destino en el exterior en Dubái, cuando la ciudad tenía tan sólo una población de 3000 habitantes, y prestó servicios como asistente en la oficina del Agente Político británico en los Estados de la Tregua.
En noviembre de 1955, fue nombrado tercer secretario de la embajada británica en Baréin, y en abril de 1956 segundo secretario.
En 1957 se trasladó a Londres, a los servicios centrales del Ministerio de Relaciones Exteriores y de la Mancomunidad de Naciones (en inglés: Foreign, Commonwealth & Development Office), y desde 1960 a 1963 prestó servicios como secretario de Embajada, en la embajada británica en Oslo (Noruega).
En octubre de 1963 regresó nuevamente a Londres, y en 1968 fue designado como cónsul británico en Rabat (Marruecos).
En enero de 1971, cuando las negociaciones que condujeron a la formación de los Emiratos Árabes Unidos alcanzaron quizás su fase más crítica, fue convocado nuevamente a Dubái, y prestó servicios como último Agente Político del Reino Unido en los Estados de la Tregua.
Después de la declaración de independencia de los Emiratos Árabes Unidos, el 2 de diciembre de 1971, fue nombrado primer cónsul general del Reino Unido en Dubái, cargo que ocupó hasta 1972.
Entre 1973 y 1976, estuvo destinado en Berlín Occidental como asesor político del gobierno militar británico, y posteriormente, entre 1977 y 1978 desempeñó el cargo de director del Centro de Estudios Árabes de Oriente Medio (MECAS), hasta la clausura de esta institución, a causa de la guerra civil libanesa.
Desde 1979 a 1984 desempeñó el cargo de embajador del Reino Unido en Yemen del Norte, y desde 1984 a 1987, en Catar.
Al finalizar la guerra del Golfo (1990-1991), dirigió una comisión de la Misión de Observación de las Naciones Unidas para Irak y Kuwait para resolver los problemas de la frontera entre Irak y Kuwait.
Tras su jubilación, en 1993, Walker se retiró a una casa en el distrito Chiswick de Londres, aunque visitó en varias ocasiones Emiratos Árabes Unidos, para participar en conferencias y seminarios, concediendo algunas entrevistas a los medios de comunicación locales.

## Estados de la Tregua. Estudio de campo, cartografía y arbitraje
En su dilatada carrera diplomática, la etapa más determinante, que influiría decisivamente en su futuro profesional y dejaría un importante legado para la historia de Emiratos Árabes Unidos, fueron sus primeros años, entre 1953 y 1957, cuando Walker tenía tan solo entre 24 y 28 años de edad.
Durante ese período de servicios como adjunto del Oficial Político, representante del gobierno británico en los Estados de la Tregua, recibió el encargo de elaborar una propuesta de establecimiento de límites fronterizos entre los distintos emiratos, teniendo en cuenta la distribución geográfica, lazos históricos, diferentes usos culturales, vínculos de lealtad de las múltiples tribus locales con los distintos jeques, y las aspiraciones e intereses territoriales de todos ellos. Su superior, el oficial Christopher Pirie-Gordon, lo había intentado, pero había desistido por considerarlo una tarea casi imposible.
Para desempeñar su misión, viajó durante meses, con un pequeño equipo de colaboradores, por todos los territorios de los Emiratos, utilizando en sus desplazamientos un viejo vehículo Land Rover propiedad del gobierno británico, y recorriendo a pie, en camello o con burros, sus aldeas, pueblos, wadis y montañas, hasta lugares muy remotos y de difícil acceso, entrevistándose con miembros y representantes de las diferentes tribus locales,  y recabando frecuentemente información y consejo a los jeques, principalmente Sheikh Zayed y Shakhbut bin Sultan Al Nahyan.
Durante el estudio de campo, tuvo que afrontar numerosas dificultades. Había grandes zonas en disputa, y los escasos mapas que existían de la zona estaban lejos de ser precisos o no había mapa alguno. Así, tuvo que hacer sus propios mapas trazados a mano. El calor del verano resultó ser otro obstáculo que dificultó mucho los viajes, obligando a trabajar con intensidad durante los meses más fríos del año, durante tres temporadas.
En la primavera de 1957 había completado esencialmente su cartografía de los emiratos de Abu Dhabi, Dubái, Ajman y Fuyaira, avanzado su labor de arbitraje, y elaborado las primeras propuestas de límites territoriales.
En los años 1960, sus 31 detallados mapas, dibujados a mano, conteniendo multitud de topónimos y referencias topográficas, se utilizaron para crear mapas más precisos, utilizando aviones de reconocimiento y fotografía aérea, elaborados por el Ministerio de Defensa británico, que todavía en la actualidad siguen siendo utilizados y considerados los mejores mapas de la región, accesibles en línea a través de los servicios de los Arabian Gulf Digital Archives.
Su dedicación e interés por la cartografía, y su labor de análisis y mediación o arbitraje en las disputas territoriales, le valieron el apodo de Boundary Walker por parte de sus colegas.

## Obras
- The UAE : internal boundaries and the boundary with Oman[31]
- Tyro on the Trucial Coast[26]
- Emiratos de la Costa Trucial: Memorias de Julian Walker, el diplomático británico que trazó las fronteras internas de los Emiratos Árabes Unidos[32]

## Condecoraciones
- Comendador de la Orden del Imperio Británico, 1960
- Orden de San Miguel y San Jorge, 1981